# 爱尔兰共和国 (1798年)
爱尔兰共和国（英語：Irish Republic），通称康诺特共和国（Republic of Connacht），是在1798年爱尔兰起义期间成立的一个短命政权。1798年爱尔兰起义是法国大革命战争的延伸，而该政权也是法兰西第一共和国的姊妹共和国。它对整个爱尔兰岛提出主权要求，但实际上仅控制康诺特省的一小部分地区。